# Faceci z miotłami
Faceci z miotłami (ang. Men with Brooms) – kanadyjski komediodramat z 2002 roku w reżyserii Paula Grossa.

## Opis fabuły
Chris Cutter (Paul Gross) postanawia wypełnić ostatnią wolę zmarłego trenera i reaktywować dawną drużynę curlingową, która stanie do walki o Złotą Miotłę - główną nagrodę w prestiżowych zawodach. Zakochuje się w Amy (Molly Parker) - siostrze byłej narzeczonej, którą porzucił przed laty.

## Obsada
- Paul Gross jako Chris Cutter
- Peter Outerbridge jako James Lennox
- Jed Rees jako Eddie Strombeck
- James Allodi jako Neil Bucyk
- James B. Douglas jako Donald Foley
- Leslie Nielsen jako Gordon Cutter
- Barbara Gordon jako Eva Foley
- Molly Parker jako Amy Foley
- Connor Price jako Brandon Foley
- Michelle Nolden jako Julie Foley
- Polly Shannon jako Joanne
- Jane Spidell jako Lilly Strombeck
- Kari Matchett jako Linda Bucyk
- Bob Bainborough jako Greg Guinness
- A. Paul Savage jako Paul Savage
- Greg Bryk jako Alexander "The Juggernaut" Yount
- Stan Coles jako Minister
- Darryl Casselman jako Ronnie
- Mike "Nug" Nahrgang jako Nug McTeague
- Timm Zemanek jako Marvin Fleiger